# Melanodolius enderleini
Melanodolius enderleini är en stekelart som först beskrevs av Schulz 1906.  Melanodolius enderleini ingår i släktet Melanodolius och familjen brokparasitsteklar. Inga underarter finns listade i Catalogue of Life.